# والتر نويل
والتر نويل هو سياسي كندي، ولد في 1930. حزبياً، نشط في الحزب الليبرالي الكندي.